# Inwersja temperatury

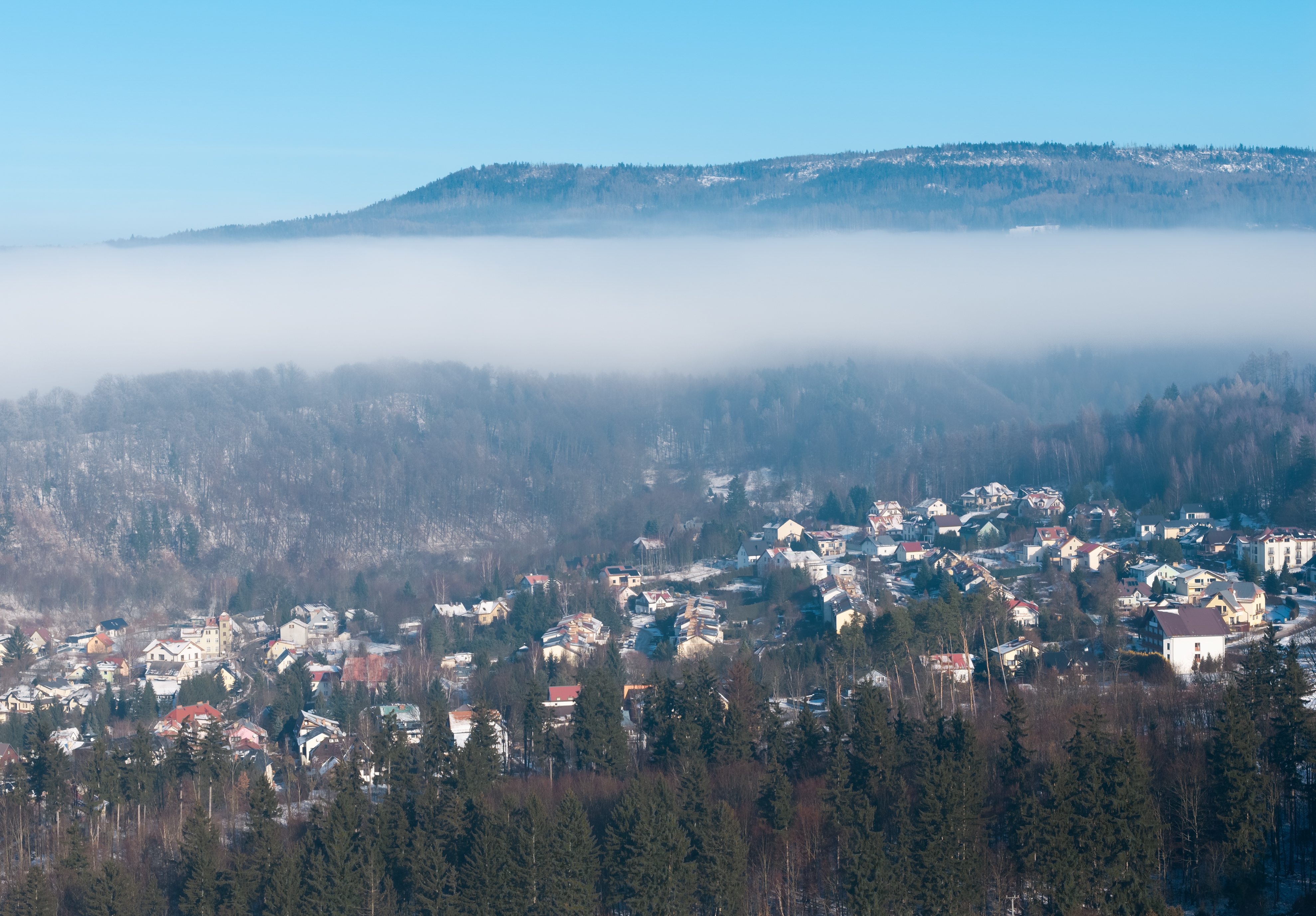
Warstwa mgły związana z inwersją, nad Kudową-Zdrojem

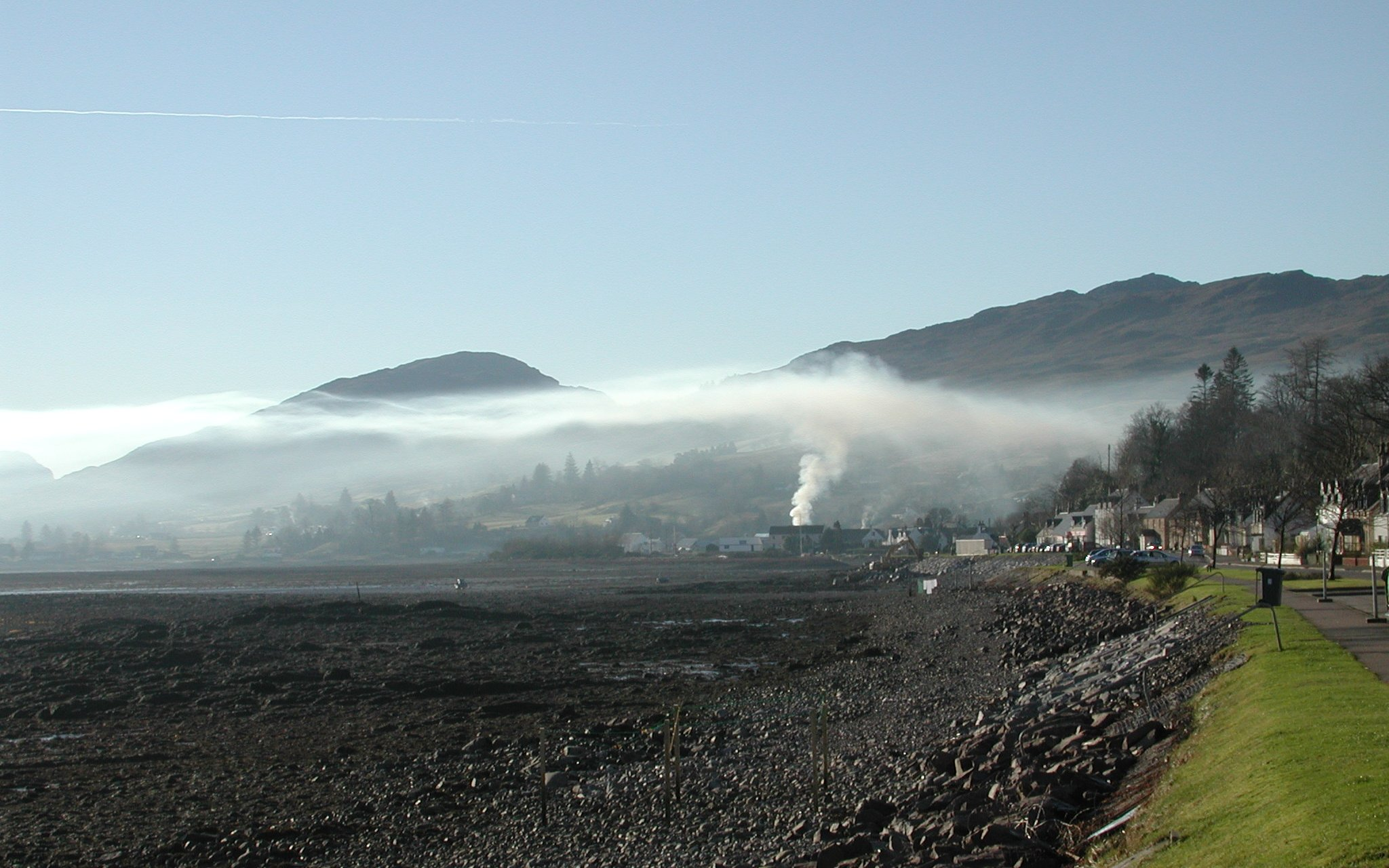
Unoszący się dym zatrzymywany jest przez znajdującą się powyżej warstwę ciepłego powietrza.

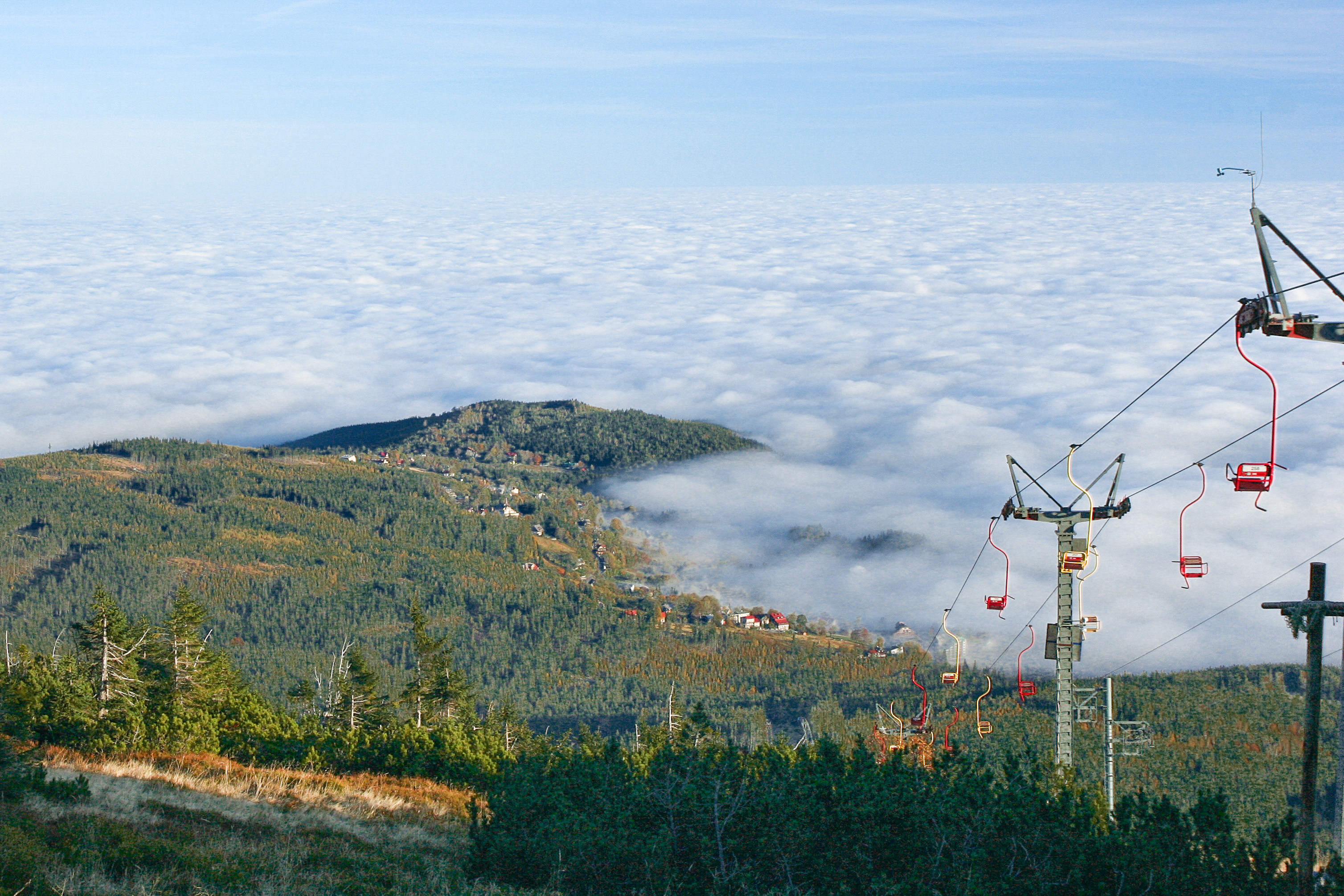
Znaczna inwersja temperatury utrzymująca chmury nad Kotliną Jeleniogórską. Widok z Kopy na Karpacz.

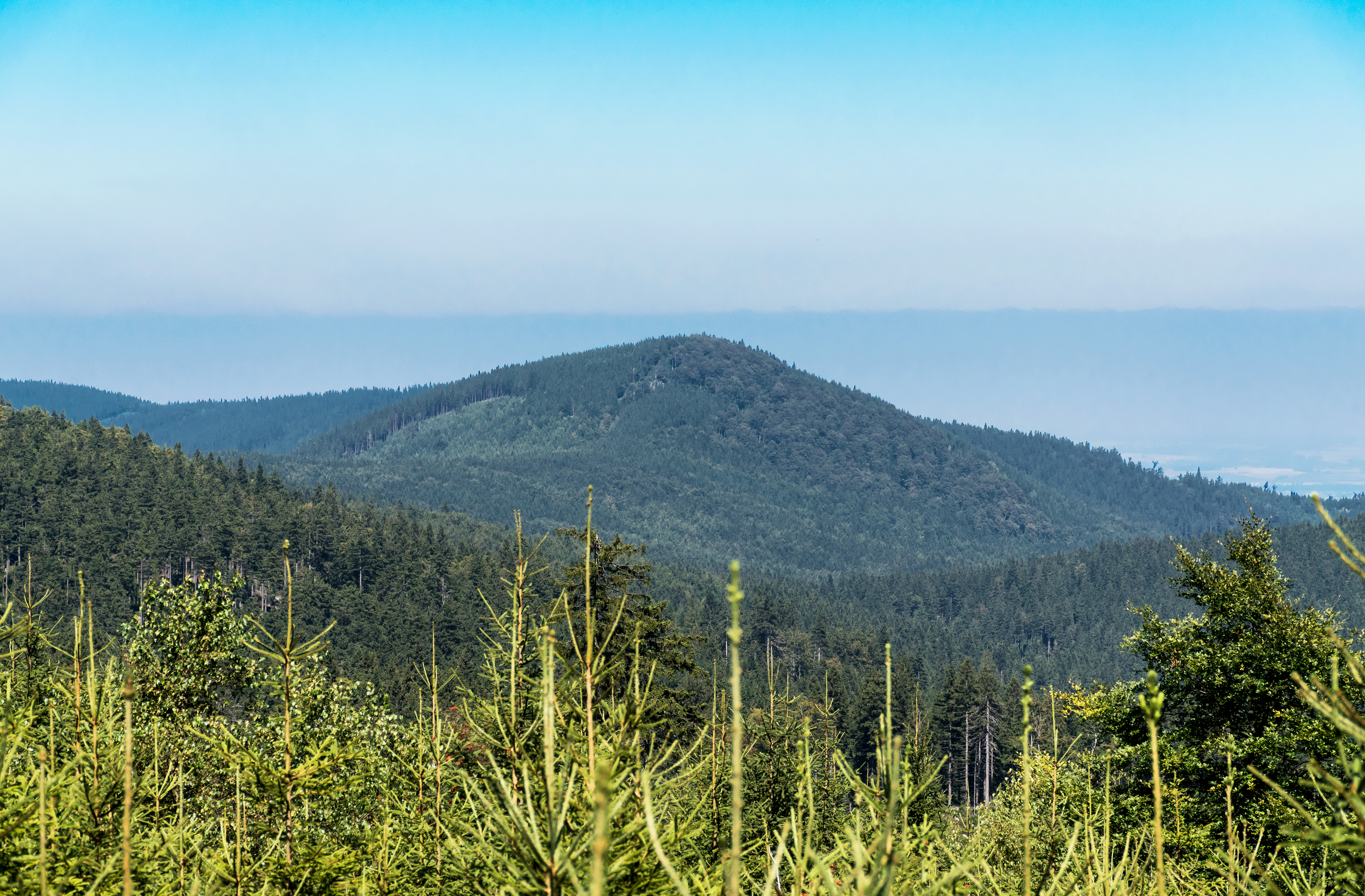
Zmiana zapylenia atmosfery spowodowana inwersją

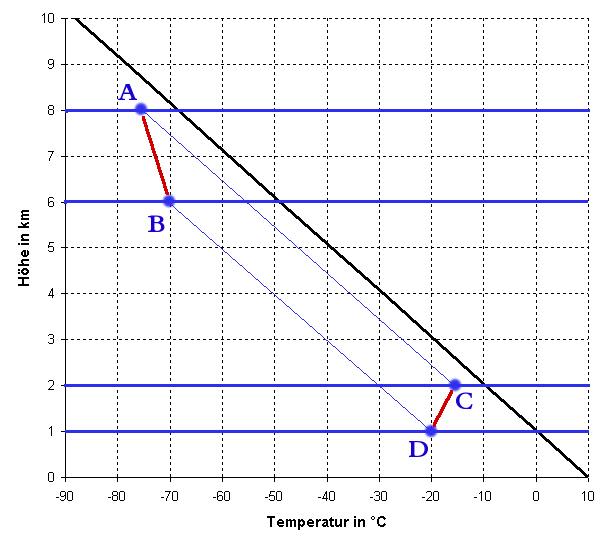
Zależność między wysokością (oś y), a temperaturą (oś x) w normalnych warunkach atmosferycznych.

Inwersja temperatury, rzadziej inwersja termiczna – w meteorologii zjawisko atmosferyczne polegające na wzroście temperatury powietrza wraz z wysokością. Inwersja blokuje pionowe mieszanie się powietrza w atmosferze.
W normalnych warunkach w najniższej części atmosfery, troposferze, powietrze bliżej powierzchni ziemi jest cieplejsze niż wyżej. Dzieje się tak dlatego, że powietrze ogrzewa się od nagrzanej powierzchni ziemi, a tak ogrzane powietrze, unosi się do góry w wyniku konwekcji. Unoszące się powietrze ochładza się w wyniku przemiany adiabatycznej (wyżej jest mniejsze ciśnienie). Czasami w wyniku zjawisk zachodzących w atmosferze dochodzi do odwrotnego układu temperatur niż zazwyczaj.
Zjawisko to może wywoływać inne efekty w atmosferze, które mogą być widoczne np. gromadzenie się mgły lub różnice w zanieczyszczeniu atmosfery. Z tego samego powodu inwersje zalegające przez dłuższy czas mogą wpływać na intensyfikowanie się zjawiska smogu nad obszarami o dużej emisji zanieczyszczeń.
W wyniku różnic w prędkości rozchodzenia się dźwięku w powietrzu ciepłym i zimnym, zjawisku inwersji przyziemnej towarzyszy znaczący wzrost słyszalności dalekich głosów. Jest to związane ze zjawiskiem refrakcji (zstępującej).

## Podział inwersji
1. Inwersje statyczne (z wypromieniowania)[1]
  - z wypromieniowania górne (w atmosferze swobodnej)
    - tropopauzy – zatrzymanie spadku temperatury z wysokością spowodowane kontaktem z cieplejszą stratosferą.

  - z wypromieniowania dolne (przyziemne)
    - radiacyjna – powstaje podczas bezwietrznych i bezchmurnych nocy, głównie po zachodzie słońca. Po dniu podłoże i powietrze przy ziemi jest ogrzane, podłoże wypromieniowuje (stąd nazwa radiacyjne) swoje ciepło do atmosfery, szybko ochładzając się, tymczasem powietrze traci ciepło znacznie wolniej. W warstwie tuż przy powierzchni, powietrze staje się wtedy chłodniejsze niż znajdujące się ponad nim powietrze uprzednio ogrzane.
    - śniegowa – powstaje, gdy powietrze cieplejsze ochładza się od śniegu
    - orograficzna – charakterystyczna dla dolin górskich. Jest to pewien wariant inwersji radiacyjnej, powietrze ochłodzone w wyniku wypromieniowania ciepła z ziemi spływa ze zbocz górskich, na dno doliny.
2. Inwersje dynamiczne
  1. Inwersje mechaniczne
    - osiadania – powstaje w efekcie osiadania mas powietrza w wyżu. Górne warstwy powietrza przemieszczając się w dół (osiada), stopniowo sprężają się, a zatem, zwiększa się ich temperatura i w średnich wysokościach, powstaje warstwa powietrza cieplejszego niż powietrze poniżej[1].
    - pasatowa – występuje w pobliżu zwrotników, gdzie zachodzą silne prądy zstępujące. Opadając, powietrze szybko się ogrzewa, co powoduje efekt analogiczny do inwersji osiadania.
    - mieszana (turbulencyjna) – powstaje na skutek mieszania się powietrza wywołanego silnymi zawirowaniami powietrza[1]. Zawirowania te mogą tworzyć się na nierównościach terenowych lub przy silnym wietrze.

  2. Inwersja frontowe
    - frontalna (frontowa) – występuje we frontach atmosferycznych, zwłaszcza we froncie ciepłym, gdy masa ciepłego powietrza wślizguje się na masę powietrza zimnego. Na styku tych mas, obecna jest warstwa inwersji[1].
    - adwekcyjna – powstaje, gdy nad wychłodzoną powierzchnię ziemi napływa cieplejsze powietrze. Warstwa powietrza granicząca z powierzchnią, ochładza się, a powietrze powyżej pozostaje ciepłe[1].

## Galeria

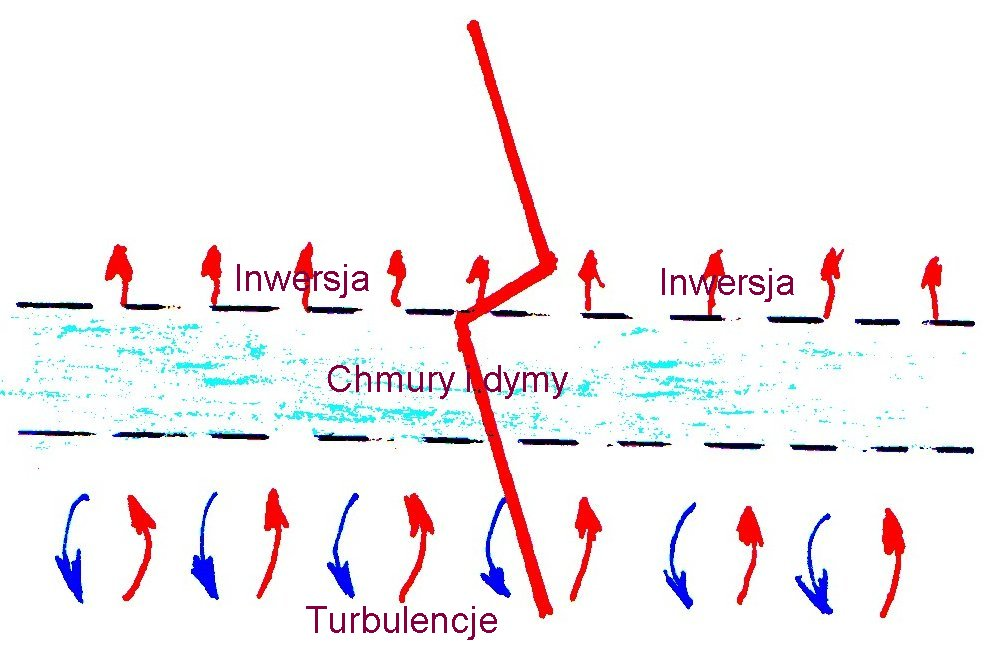
Inwersja turbulencyjna.
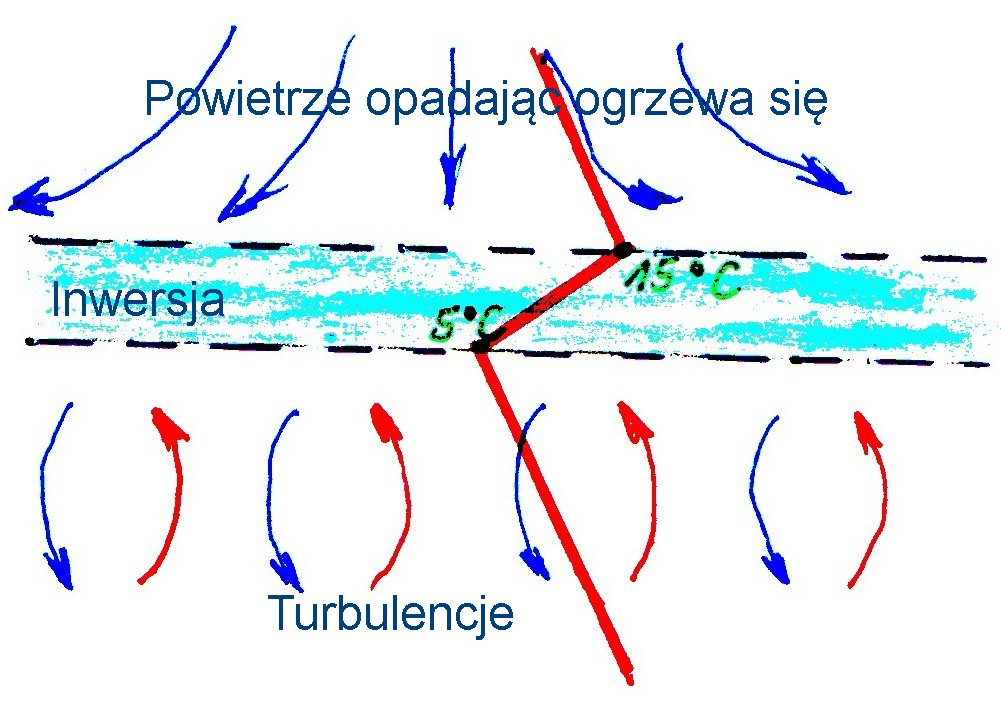
Inwersja osiadania
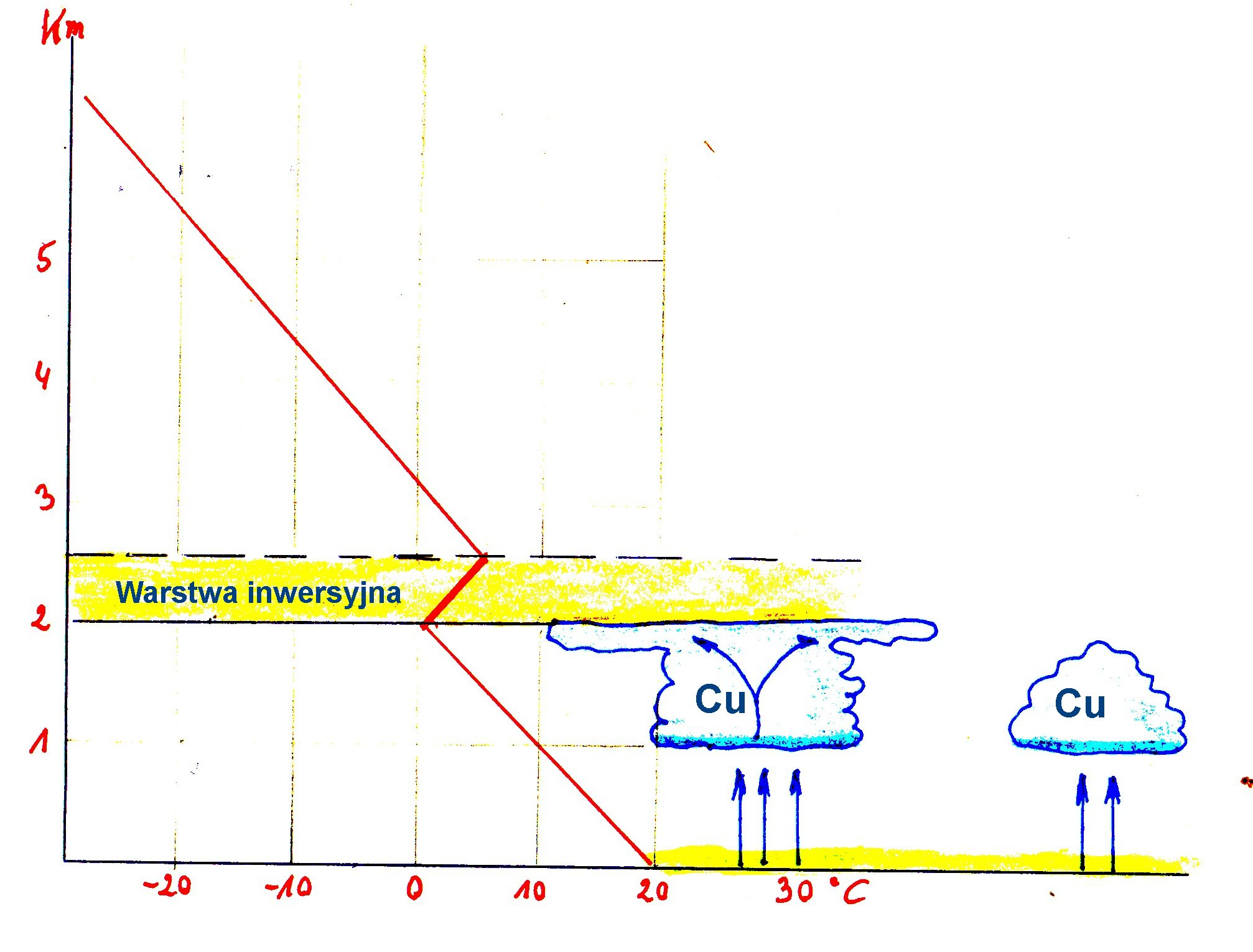
Inwersja hamuje prądy wstępujące powodując powstanie chmury Sc cugen pod warstwą inwersyjną.
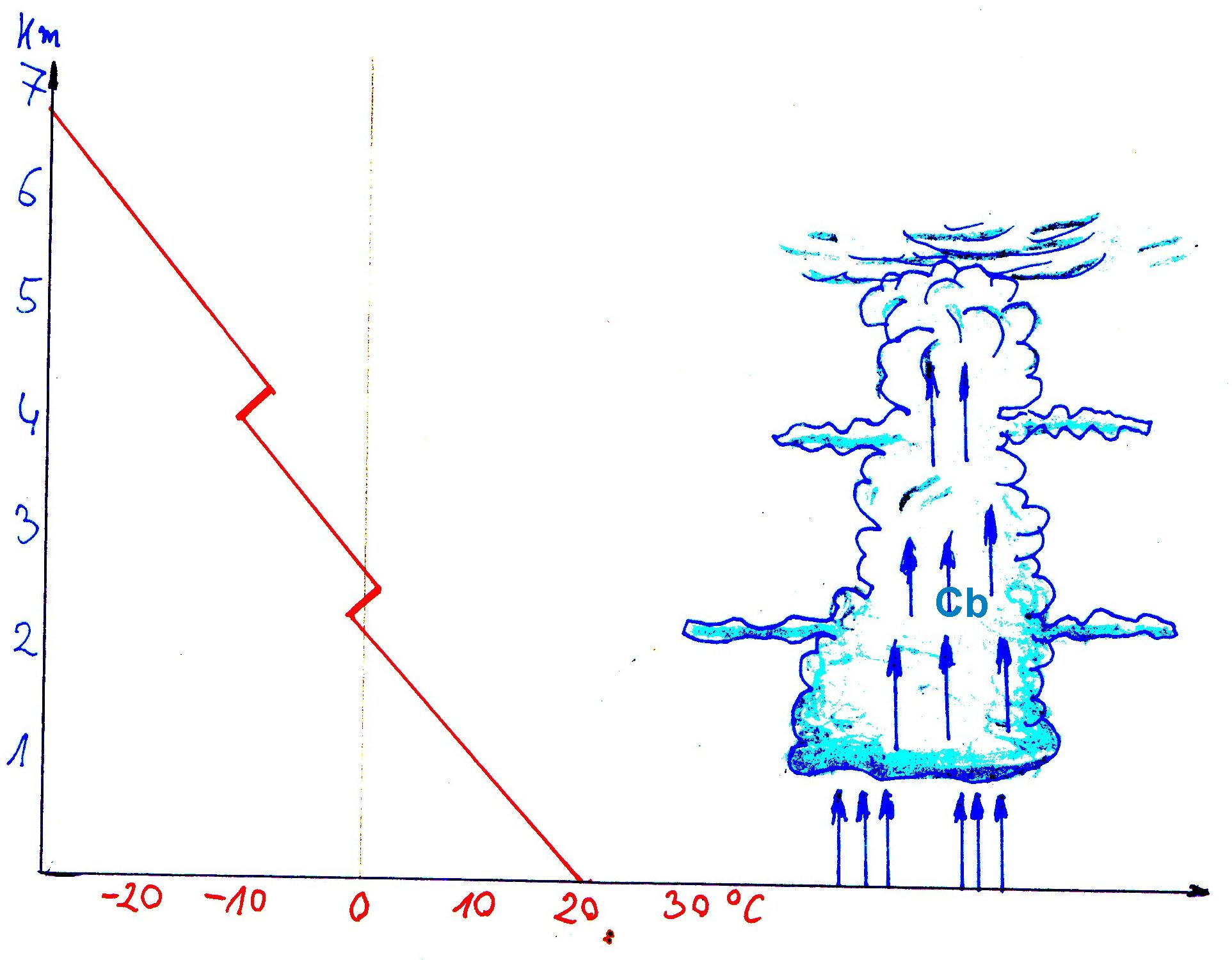
Silna konwekcja przebija warstwy inwersyjne.